# Mao Shan
Der Maoshan-Berg (chinesisch 茅山, Pinyin Máo Shān) – weitere Namen sind Mao Shan, Maoshan, Mao-Berg, Maoshan-Gebirge – ist ein in der chinesischen Provinz Jiangsu auf dem Gebiet der Städte Jurong (句容市) und Jintan (金坛市) im Süden von Nanjing gelegenes Gebirge. Es ist eine berühmte Stätte des Daoismus. Die daoistische  Shangqing-Schule (Shangqing pai) heißt auch Maoshan-Schule (Maoshan pai). Ein berühmter Tempel ist der Maoshan daoyuan (茅山道院).
Koordinaten: 31° 47′ N, 119° 19′ O